# Wyspianski-Eisfall
Der Wyspianski-Eisfall (polnisch Lodospad Wyspiańskiego) ist ein großer Gletscherbruch auf King George Island im Archipel der Südlichen Shetlandinseln. Er liegt nordöstlich der Legru Bay zwischen dem Chopin Ridge und dem Dunikowski Ridge.
Polnische Wissenschaftler benannten ihn 1980. Namensgeber ist der polnische Dramaturg und Maler Stanisław Wyspiański (1869–1907).